# 訃報 2012年4月
訃報 2012年4月（ふほう 2012ねん4がつ）では、2012年4月に物故した、又は物故が報じられた人物についてまとめる。

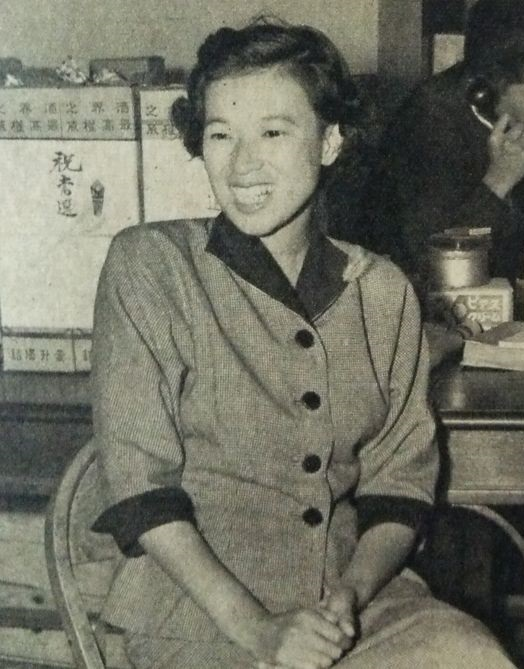
山口シヅエ／4月3日没

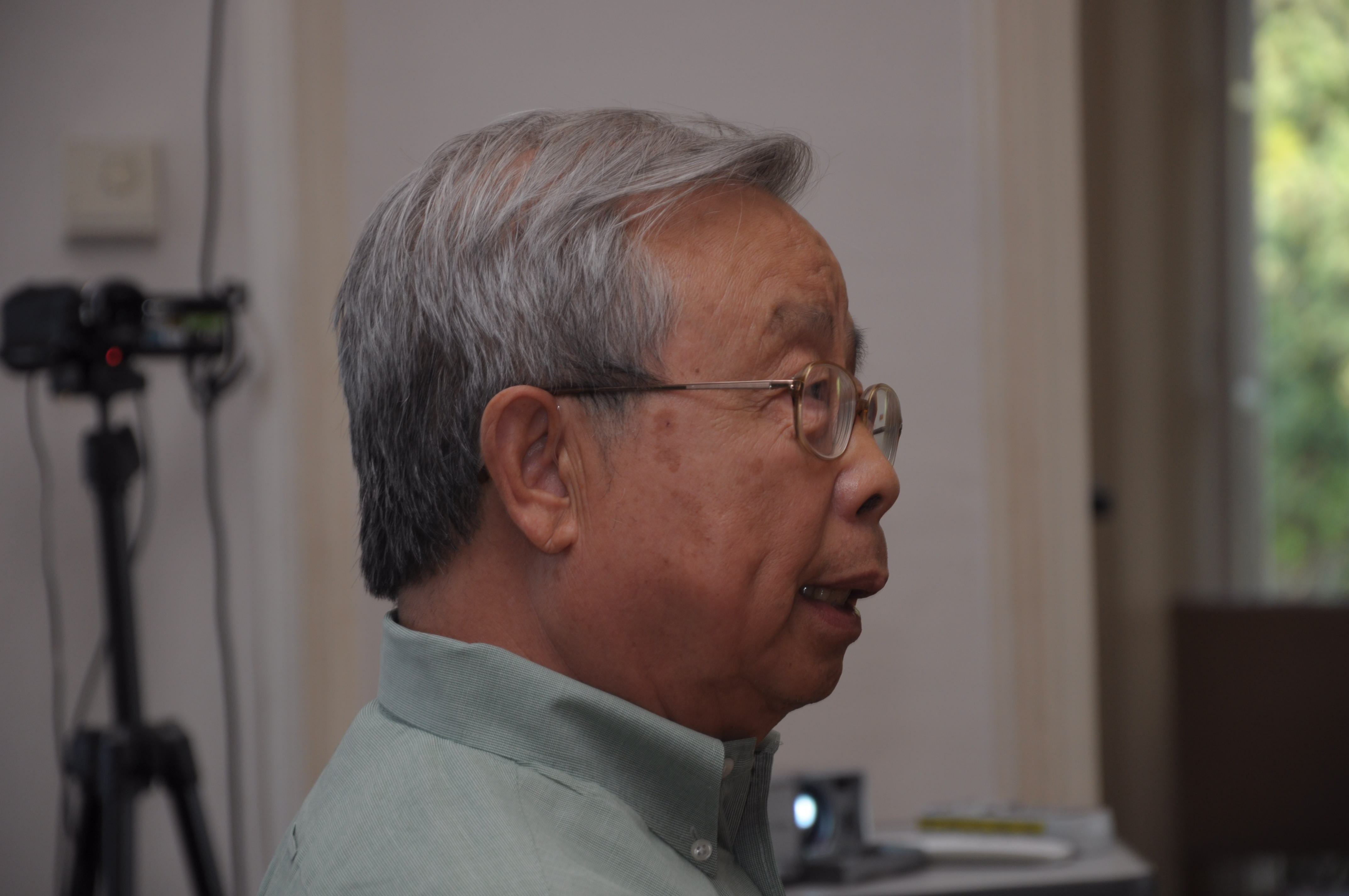
方励之／4月6日没

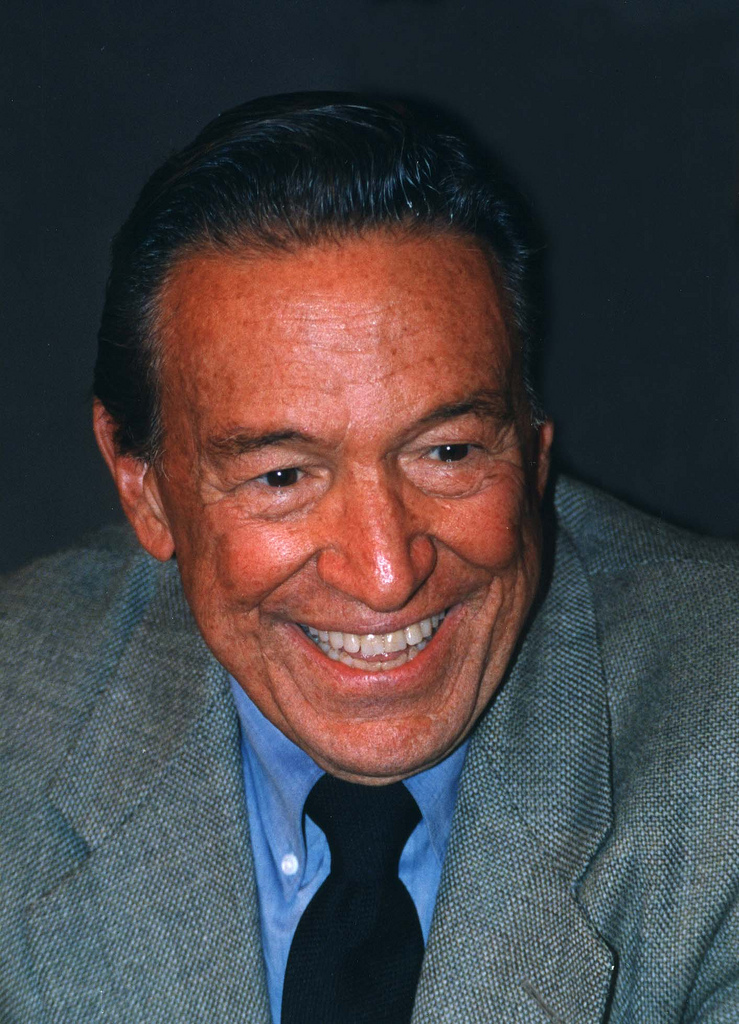
マイク・ウォレス／4月7日没

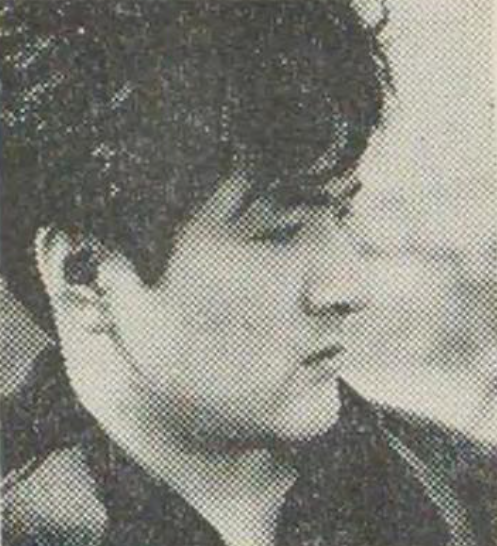
青野武／4月9日没

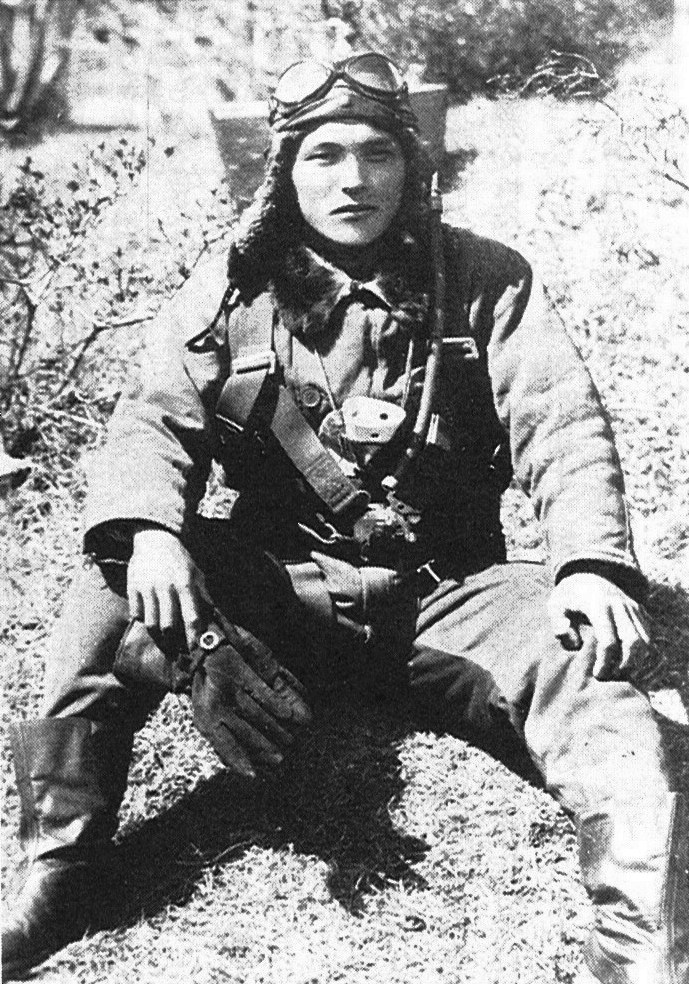
宮崎勇／4月10日没

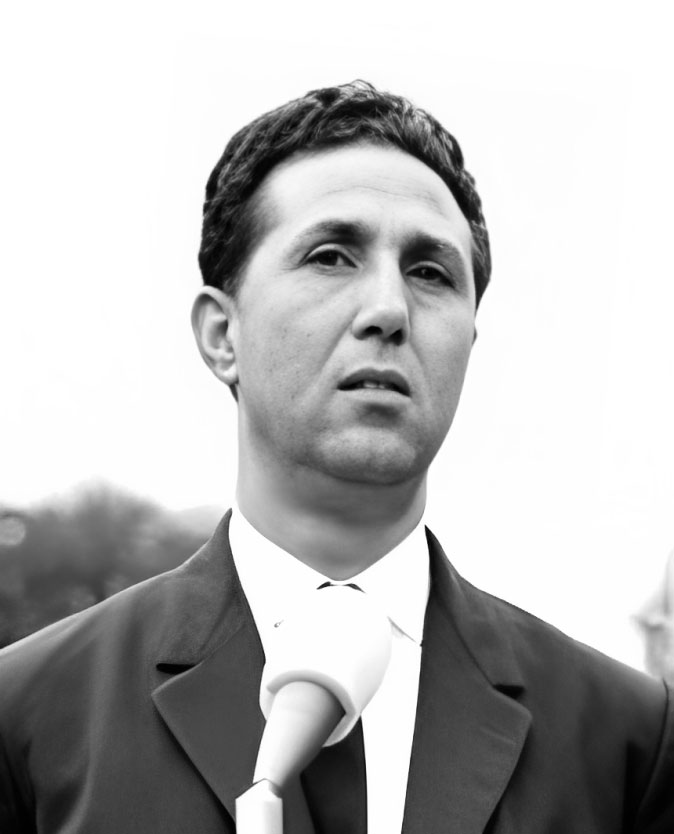
ベン・ベラ／4月11日没

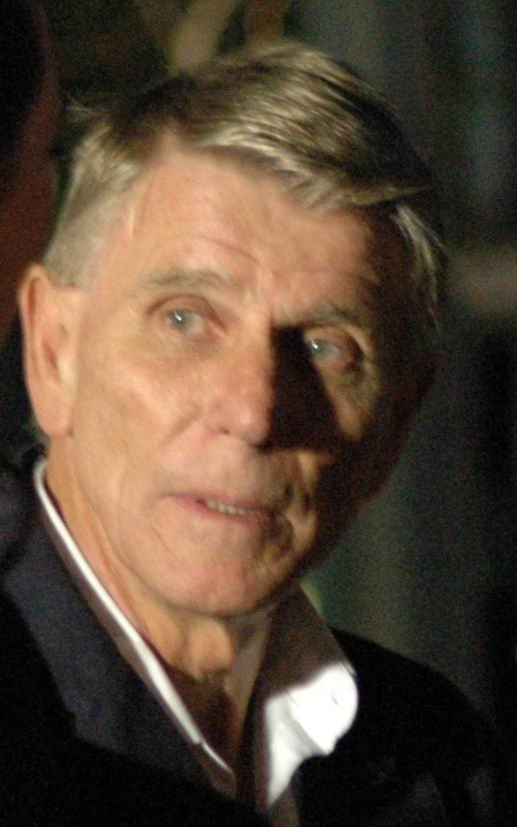
マレー・ローズ／4月15日没

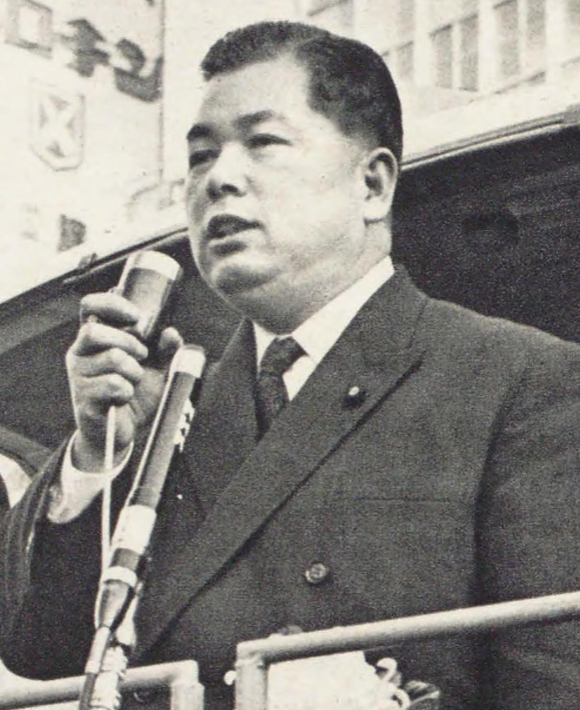
辻武寿／4月30日没

## 1日 - 15日
- 4月1日 - 武川忠一、日本の歌人、早稲田大学名誉教授（* 1919年）[1]
- 4月1日 - 森亘、日本の病理学者、東京大学名誉教授・元総長（* 1926年）[2]
- 4月1日 - 東郷健、日本の社会運動家（* 1932年）[3]
- 4月1日 - ミゲル・デ・ラ・マドリ・ウルタード、メキシコ合衆国の政治家、元大統領（* 1934年）[4]
- 4月2日 - 滝正男、日本の元アマチュア野球選手、野球指導者、中京大学名誉教授（* 1921年）[5]
- 4月2日 - 渡辺容之助、日本の能楽師、宝生流シテ方（* 1931年）[6]
- 4月3日 - 山口シヅエ、日本の政治家、元衆議院議員【自由民主党・日本社会党所属】（* 1917年）[7]
- 4月3日 - セニア・スタット＝デ・ヨング、オランダの元陸上競技選手、1948年ロンドンオリンピック金メダリスト（* 1922年）[8]
- 4月3日 - チーフ・ジェイ・ストロンボー、アメリカ合衆国の元プロレスラー、1994年WWE殿堂入り（* 1928年）[9]
- 4月3日 - ホセ・マリア・サラガ、スペインの元サッカー選手、元レアル・マドリードMF（* 1930年）[10]
- 4月3日 - 永沼重己、日本の理容師、パンチパーマの生みの親（* 1936年?）[11]
- 4月4日 - クロード・ミレール、フランスの映画監督（* 1942年）[12]
- 4月5日 - ジム・マーシャル (実業家)（英語版）、大英帝国の実業家、エレクトリックギターアンプのブランド「マーシャル」の創業者（* 1923年）[13]
- 4月5日 - 平木国夫、日本の作家（* 1924年）[14]
- 4月5日 - ビング・ワ・ムタリカ、マラウイ共和国の経済学者、政治家、第3代大統領（* 1934年）[15]
- 4月5日 - フェルディナント・アレクサンダー・ポルシェ、ドイツの実業家、カーデザイナー、ポルシェ創業者の孫（* 1935年）[16]
- 4月5日 - 影丸穣也、日本の漫画家（* 1940年）[17]
- 4月5日 - ジョー・アベッツァノ（イタリア語版）、イタリアのカウボーイズ・スペシャルコーチ（* 1943年）[18]
- 4月6日 - 前新透、日本の教育者（* 1923年?）[19]
- 4月6日 - 方励之、中華人民共和国の科学者、政治運動家（* 1936年）[20]
- 4月7日 - マイク・ウォレス、アメリカ合衆国のジャーナリスト（* 1918年）[21]
- 4月7日 - 郭茂林、中華民国（台湾）出身の建築家（* 1920年）[22]
- 4月7日 - 林田久一、日本の政治家、元滋賀県水口町長（* 1921年?）[23]
- 4月7日 - 山田雄一、日本の教育者、元明治大学学長、経営学部名誉教授（* 1930年）[24]
- 4月7日 - 雷門小福、日本の落語家（* 1934年）[25]
- 4月7日 - 三戸サツヱ、日本の霊長類研究家（* 1914年）[26]
- 4月8日 - ジャック・トラミエル、アメリカ合衆国の企業家、コモドールの設立者、モステクノロジー・アタリ元社長（* 1928年）[27]
- 4月8日 - 安岡力也、日本の俳優、タレント、歌手（シャープ・ホークス所属）（* 1947年）[28]
- 4月9日 - 戸沢充則、日本の考古学者、明治大学名誉教授（* 1932年）[29]
- 4月9日 - 青野武、日本の声優（* 1936年）[30]
- 4月10日 - 内山榮一、日本の政治家、元東京都台東区長（* 1911年）[31]
- 4月10日 - 三橋文雄、日本の洋画家、東京学芸大名誉教授（* 1914年?）[32]
- 4月10日 -  レーモン・オーブラック、フランス共和国のレジスタンス活動家（* 1914年）[33]
- 4月10日 - 宮崎勇、日本の元軍人（大日本帝國海軍少尉）、戦闘機操縦士（* 1919年）[34]
- 4月10日 - 清水美和、日本のジャーナリスト、東京新聞論説委員（* 1953年）[35]
- 4月11日 - ベン・ベラ、アルジェリア民主人民共和国第2代大統領（* 1918年）[36]
- 4月11日 - 松山邦夫、日本の政治家、実業家、元愛知県犬山市長（* 1928年）[37]
- 4月13日 - 小宮山量平、日本の実業家、元理論社社長、編集者（* 1916年）[38]
- 4月13日 - 深田肇、日本の政治家、元衆議院議員（* 1932年）[39]
- 4月13日 - 日暮修一、日本のイラストレーター（* 1936年）[40]
- 4月14日 - 永男、日本相撲協会元構成員（呼出）、日本相撲甚句会代表（* 1930年）[41]
- 4月14日 - 志賀英一、日本の実業家、関東ラグビーフットボール協会会長（* 1937年?）[42]
- 4月14日 - 内田正一、日本のボクシング元審判員、日本ボクシングコミッション試合役員会元会長、元総務部長（* 1938年）[43]
- 4月14日 - 荒木しげる、日本の俳優、フォークグループ『フォー・セインツ』メンバー、『仮面ライダーストロンガー』主演者（* 1949年）[44]
- 4月14日 - ピエルマリオ・モロジーニ、イタリアのサッカー選手（* 1986年）[45]
- 4月15日 - 三重野康、日本の銀行家、第26代日本銀行総裁 （* 1924年）[46]
- 4月15日 - 李進熙、在日韓国人（大韓民国慶尚南道出身）歴史研究者・著述家、和光大学名誉教授（* 1929年）[47]
- 4月15日 - 山本正、日本の実業家、日本国際交流センター理事長（* 1935年?）[48]
- 4月15日 - マレー・ローズ、オーストラリアの競泳選手、国際水泳殿堂入り（* 1939年）[49]

## 16日 - 30日
- 4月16日 - 新川晴風、日本の書家、毎日書道展名誉会員（* 1913年?）[50]
- 4月16日 - 加藤修甫、日本の元競走馬調教師【日本中央競馬会】（* 1935年）[51]
- 4月17日 - スタンリー・ロジャーズ・リーザー、アメリカ合衆国の法律家、軍人、政治家（* 1917年）[52]
- 4月17日 - 相田暢一、日本の野球指導者、早稲田大学野球部元監督、東京六大学野球連盟理事（* 1921年）[53]
- 4月17日 - 工藤祐信、日本のスピードスケート元選手、オスロオリンピック（1952年）日本代表選手（* 1927年）[54]
- 4月17日 - 吉武輝子、日本の評論家・ノンフィクション作家（* 1931年）[55]
- 4月17日 - スタン・ジョンソン、アメリカ合衆国出身の元プロ野球選手【大洋ホエールズ】所属（* 1937年）[56]
- 4月17日 - 小野坂清、日本の元プロ野球選手【近鉄バファローズ所属】（* 1942年）[57]
- 4月18日 - ディック・クラーク、アメリカ合衆国のテレビ・ラジオパーソナリティー、テレビプロデューサー（* 1929年）[58]
- 4月19日 - グスタフ・ヤンション、スウェーデンの元陸上競技選手（* 1922年）[59]
- 4月19日 - 波瀬満子、日本のことばパフォーマー、女優（* 1930年）[60]
- 4月19日 - 山本巧、日本の歌手（* 1933年）[61]
- 4月19日 - リヴォン・ヘルム、アメリカ合衆国の歌手・ミュージシャン・俳優、ザ・バンドのオリジナルメンバー（* 1940年）[62]
- 4月19日 - ワレリー・ワシリエフ、ロシア（旧ソ連）の元アイスホッケー選手、国際アイスホッケー連盟殿堂入り（* 1949年）[63]
- 4月19日（遺体発見日） - グレッグ・ハム（英語: Greg Ham）、オーストラリアのミュージシャン、元メン・アット・ワーク（* 1953年）[64]
- 4月20日 - ジョージ・コーワン、アメリカ合衆国の物理学者（* 1920年）[65]
- 4月20日 - 木本平八郎（八木大介）、日本の政治家、作家、元参議院議員（* 1926年?）[66]
- 4月20日 - 萩野靖乃、日本のテレビプロデューサー【NHK】（* 1937年?）[67]
- 4月21日 - チャールズ・コルソン、アメリカ合衆国のキリスト教右派指導者・キリスト教伝道者・評論家・作家、ウォーターゲート事件関係者（* 1931年）[68]
- 4月21日 - IKÜZÖNE、日本のギタリスト、ベーシスト【Dragon Ash所属】（* 1965年）[69]
- 4月22日 - 岩代浩一、日本の作曲家（* 1930年）[70]
- 4月22日 - ホセ・ヨンパルト、スペイン出身の哲学者、上智大学名誉教授（* 1930年）[71]
- 4月23日 - 若松紀志子、日本のピアニスト（* 1915年）[72]
- 4月23日 - 高橋義種、日本の実業家、ロッテ・オリオンズ元球団代表（* 1929年）[73]
- 4月23日 - 金澤龍一郎、日本の実業家、テレビ東京常務（* 1940年?）[74]
- 4月24日 - 矢田次夫、日本の大日本帝国海軍軍人、海上自衛官（* 1923年）[75]
- 4月24日 - 酒向雄豪（英語版）、日本の映画監督（* 1928年）[76]
- 4月24日 - 宮下善爾、日本の陶芸家（* 1939年?）[77]
- 4月24日 - 中津文彦、日本の小説家（* 1941年）[78]
- 4月24日 - 土田世紀、日本の漫画家（* 1969年）[79]
- 4月25日 - 永井永光、日本の作家（* 1932年?）[80]
- 4月26日 - 唐橋東、日本の政治家、元福島県喜多方市長、元日本社会党衆議院議員（* 1912年）[81]
- 4月27日 - 高橋堯、日本の政治家、元福島県郡山市長（* 1916年）[82]
- 4月27日 - 小南祐一郎、日本の編集者、朝日ジャーナル編集長（* 1923年?）[83]
- 4月28日 - 小池清、日本のフリーアナウンサー、元毎日放送、アップダウンクイズ司会者（* 1931年）[84]
- 4月28日 - 簗正昭、日本の俳優（* 1945年）[85]
- 4月29日 - 野村栄太郎、日本のジャーナリスト、京都新聞社元社長（* 1930年）[86]
- 4月29日 - シュクリー・ガーネム（英語版）、リビアの政治家、元首相、元石油相（* 1942年）[87]
- 4月29日 - 澁澤卿、日本の僧侶（日蓮宗）、日本画家、身延山大学客員教授（* 1949年）[88]
- 4月29日 - ジョエル・ゴールドスミス、アメリカ合衆国の音楽家、作曲家ジェリー・ゴールドスミスの息子（* 1957年）[89]
- 4月30日 - 辻武寿、日本の政治家、元参議院議員、第2代公明党委員長（* 1918年）[90]
- 4月30日 - 石田種生、日本の舞踊家、振付家（* 1928年?）[91]
- 4月30日 - アレクサンダー・ダーレ・オーエン、ノルウェーの競泳選手（* 1985年）[92]